# Aeneas Mackintosh
Aeneas Lionel Acton Mackintosh (1 de Julho de 1879 – 8 de Maio de 1916) foi um oficial britânico da marinha mercante e explorador da Antártida, que liderou o Grupo do Mar de Ross, na Expedição Transantártica Imperial de Ernest Shackleton (1914–17). Este grupo tinha a missão de apoiar o grupo de Shackleton na travessia da Antártida instalando depósitos ao longo da rota planeada. Num contexto de grandes dificuldades, o grupo de Mackintosh conseguiu, no entanto, levar a cabo a tarefa, embora Mackintosh e outros dois membros, tenham morrido.
A primeira experiência de Mackintosh na Antártida foi como imediato na Expedição Nimrod (1907–09). Pouco depois de ter chegado à Antártida, perdeu o seu olho direito num acidente com o navio, sendo enviado para a Nova Zelândia. Regressou em 1909 para participar na fase final da expedição; a sua vontade e determinação perante situações adversas impressionaram Shackleton, que o nomeou para chefiar o Grupo do Mar de Ross em 1914.
As ordens que Mackintosh recebeu foram confusas devido a má comunicação, tendo ficado na dúvida sobre as datas da marcha de Shackleton. As suas dificuldades foram agravadas quando o navio do grupo, o SY Aurora, foi arrancado do ancoradouro durante uma tempestade, ficando incapaz de regressar. Apesar de ter perdido equipamento, provisões e pessoal, Mackintosh, e o seu grupo, conseguiram instalar os depósitos. Mackintosh esteve mesmo à beira do perigo, ficando a dever a sua vida aos seus companheiros. Ele, e outro membros, tentaram uma travessia de 24 km de gelo do mar, mas desapareceram durante uma tempestade, presumindo-se que caíram numa fenda; os corpos nunca foram encontrados.
A competência de Mackintosh, e as suas falhas como líder, foram alvo de críticas. Shackleton elogiou o seu trabalho, e o dos seus companheiros, realçando o sacrifício das suas vidas comparando-as àquelas perdidas nas trincheiras da Primeira Guerra Mundial. Ao mesmo tempo, criticou a capacidade de organização de Mackintosh. Anos mais tarde, o filho de Shackleton, Lord Shackleton, apontou Mackintosh como um dos heróis da expedição, tal como Ernest Joyce e Dick Richards.